# Археологічний музей Карму
Археологічний музей Карму (порт. Museu Arqueológico do Carmo) — археологічний музей у місті Лісабон, Португалія
.
Музей розташований серед руїн колишнього монастиря кармелітів, на пагорбі, куди можна піднятися на ліфті Санта-Жушта. Монастир був зруйнований в результаті землетрусу 1755 року, збереглася лише вівтарна частина готичної церкви Карму. У 1864 році тут відкрили музей, в який стали надходити артефакти з місць археологічних розкопок в різних районах країни.

## Експонати
У музеї представлені предмети часів португальського палеоліту та неоліту (3500 р. до н. е. — 1500 р. до н. е.), знайдені при розкопках в районі Азамбужа.
У музеї можна побачити гробницю королеви Марії Анни Австрійської, надгробок короля Фердинанда I, скульптури і кераміку, мозаїку і монети XIII століття, старовинні надгробні плити, артефакти доколумбової Америки, колекцію кам'яної зброї. При вході в музей встановлено камінь з вигравіруваним готичним текстом, що інформує про те, що Папа Климент VII надає 40 днів індульгенції усім віруючим християнам, які відвідують цей храм.

## Галерея

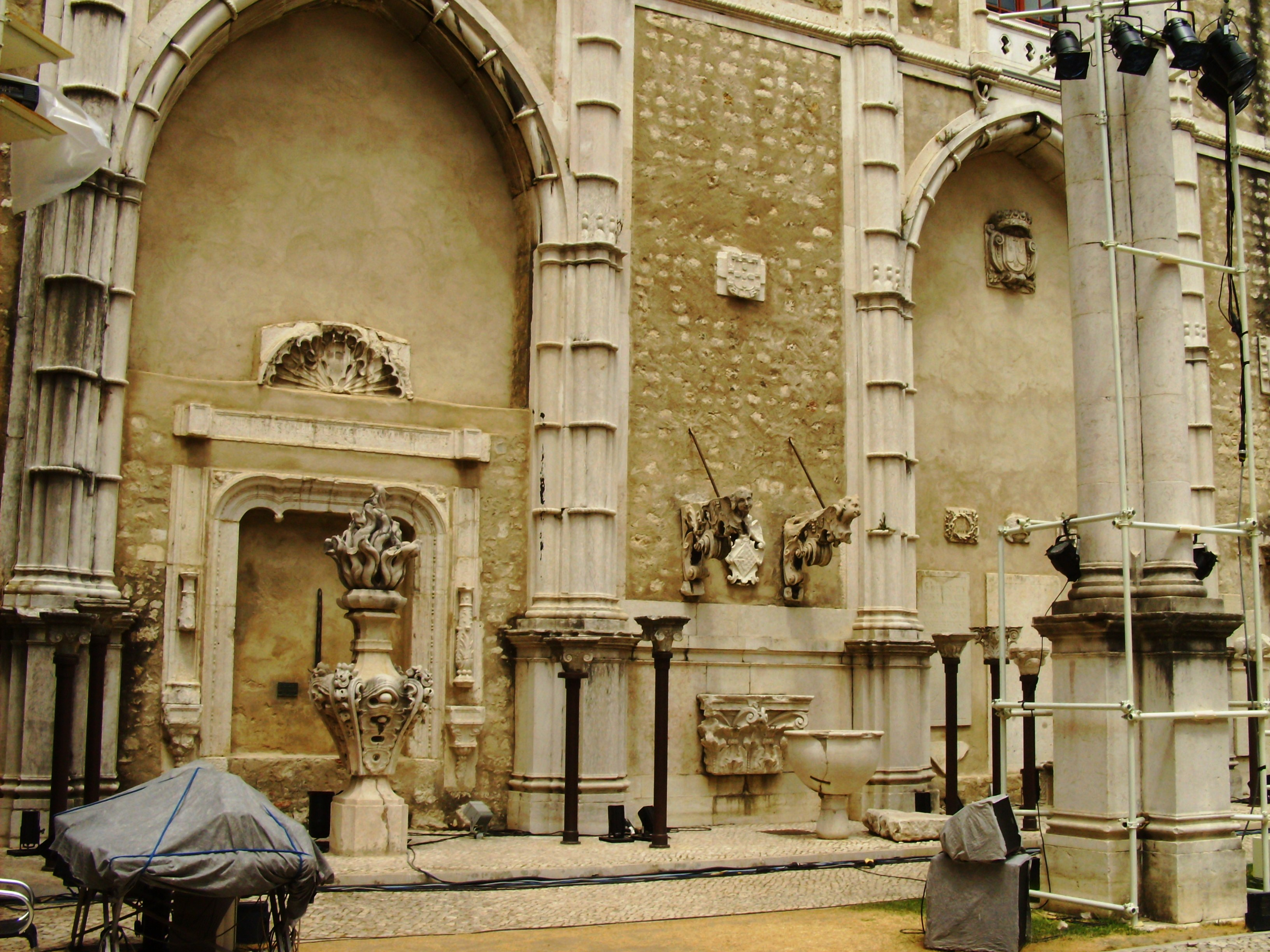
Скульптурні експонати
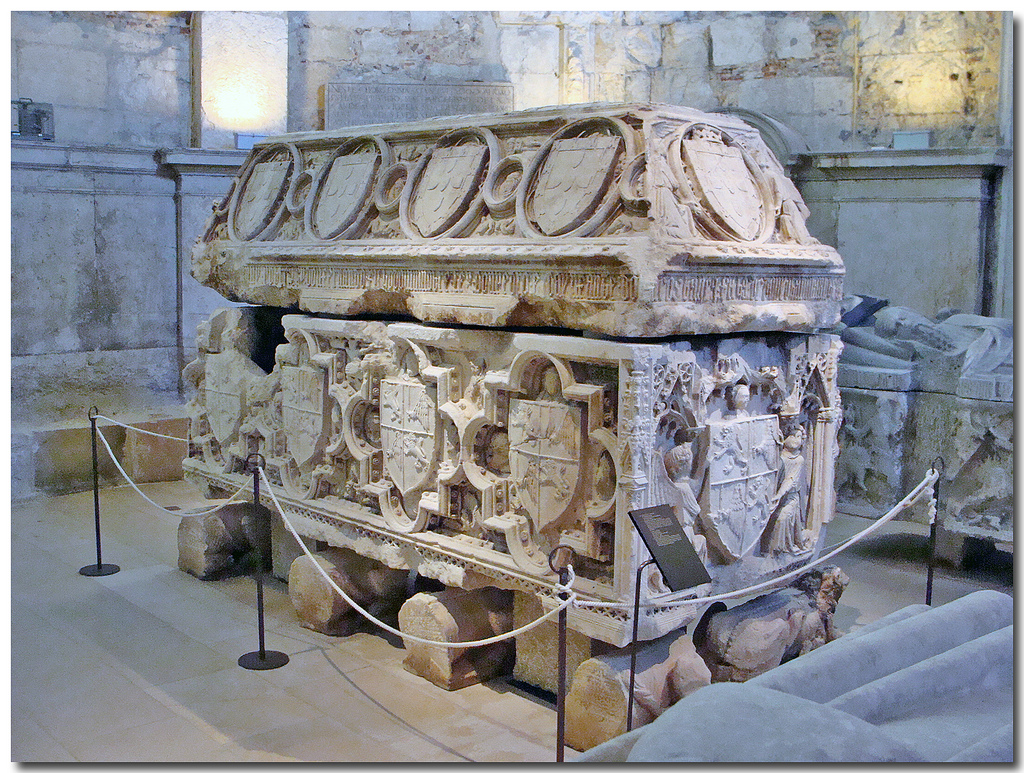
Могила Фернанда I
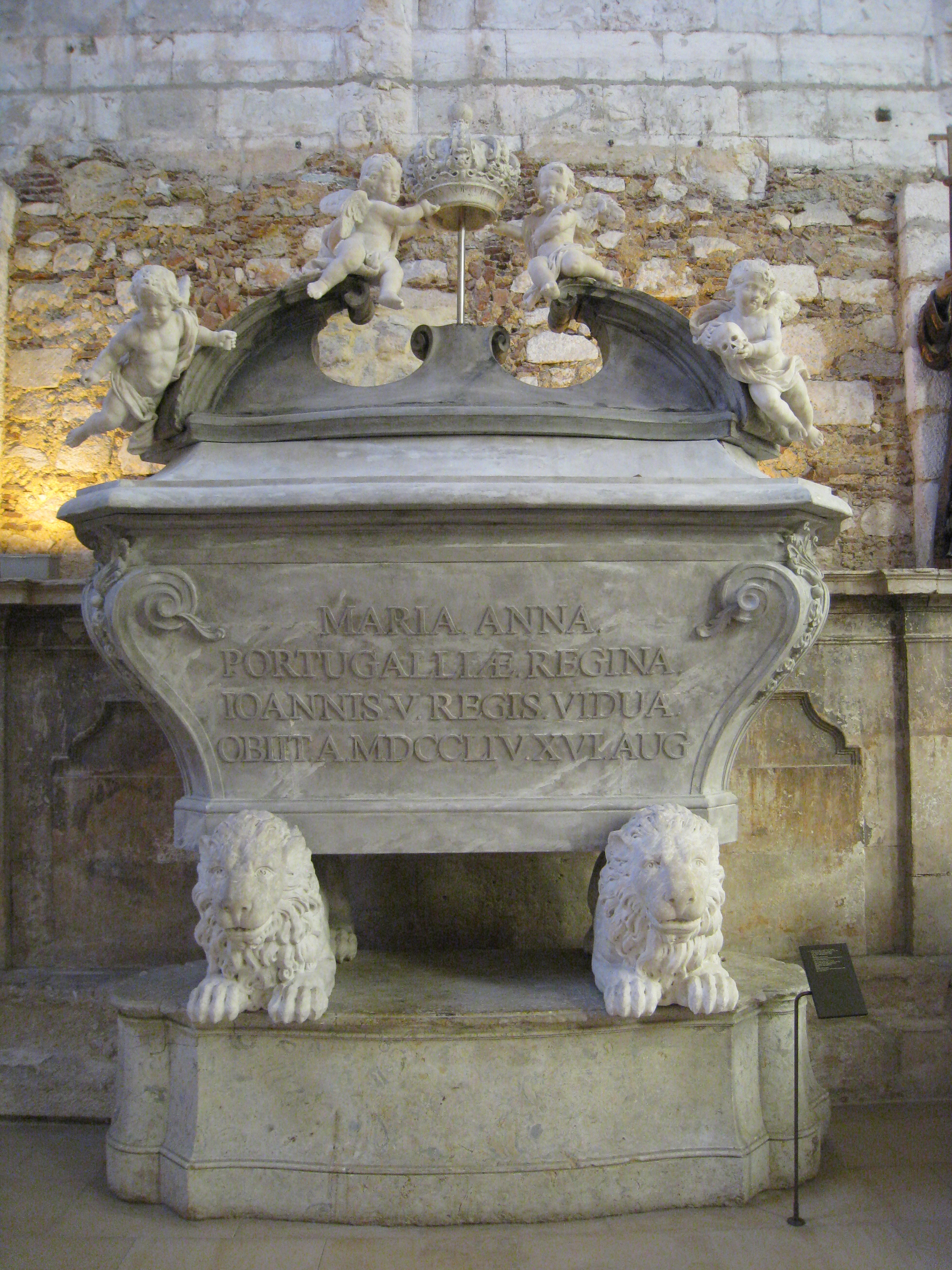
Гробниця Марі́ї А́нни Йозе́фи Австрі́йської в Карму
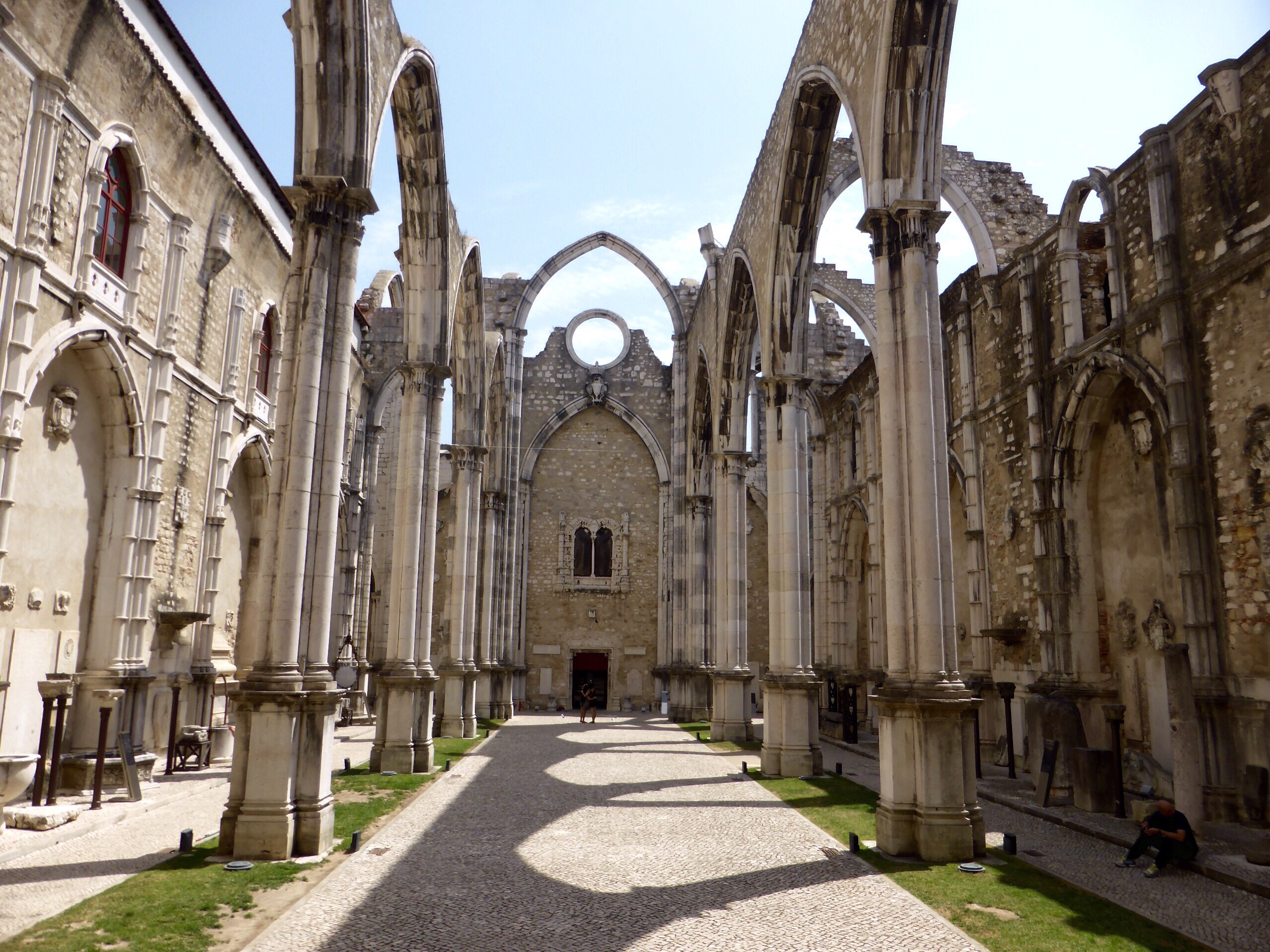
Залишки монастиря